# Parque nacional Montañas Blancas
Montañas Blancas es un parque nacional en Queensland (Australia), ubicado a 1156 km al noroeste de Brisbane.
El Parque Nacional Montañas Blancas se caracteriza por sus formaciones de piedra sedimentaria blanca y su complejo de gargantas. La pureza del color blanco de la piedra le da el nombre a la región. Es uno de los parques con paisajes de mayor belleza en todo Queensland. El paseo se disfruta en absoluta calma.
Sus 1080 km², están casi enteramente formados de paisajes áridos, salvo en época de inundaciones cuando la región recolecta aguas que se dirigen hacia el golfo de Carpentaria, en la costa este de Queensland, alcanzando tarde o temprano el lago Eyre en Australia del Sur.